# Amadeus III van Genève-Toul
Amadeus III van Genève-Toul (graafschap Genève circa 1295 – Brixey-aux-Chanoines, 1330) was prins-bisschop van Toul (1321-1330) in het Rooms-Duitse Rijk. Hij had te maken met een staatsgreep door de magistraten van Toul tezamen met hertog Ferry IV van Lotharingen.

## Levensloop

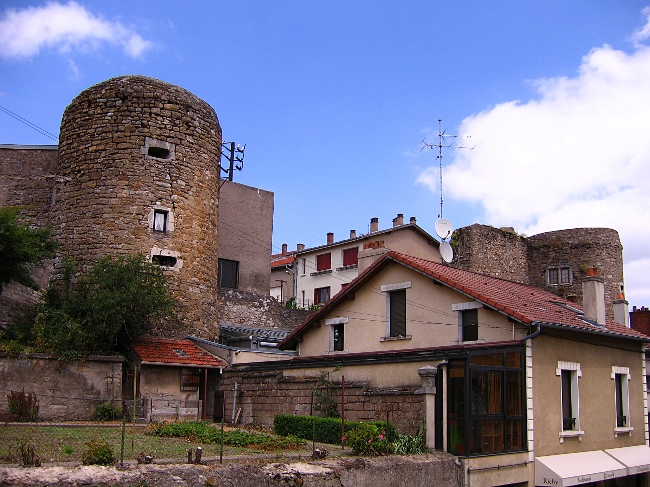
Kasteel van Dieulouard. De burgers van Toul versloegen de edelen te lande.

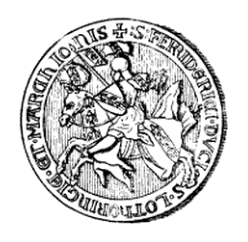
Ferry IV van Lotharingen en burgers van Toul pleegden een coup tegen Amadeus III.

### Jonge jaren
Amadeus was een telg uit het grafelijk huis Genève. Zijn geboortedatum is 1294 of 1295. Zijn ouders waren Amadeus II, graaf van Genève, en Agnes van het grafelijk huis in Chalon-sur-Saône. Van alle kinderen van graaf Amadeus II was hij de enige die geestelijke werd (vanaf 1306). Hij was kanunnik in de kapittels van Lyon, Vienne, Valence, Genève, Viviers, Langres, Parijs, Keulen en Mainz. Deze kapittels lagen zowel in het Rooms-Duitse Rijk als in het koninkrijk Frankrijk. De prebenden bezorgden hem talrijke inkomsten. In de diverse kapittels had hij de naam een belezen man te zijn.

### Prins-bisschop van Toul
Paus Johannes XXII in Avignon benoemde Amadeus tot bisschop van Toul (1321); tevens verkreeg Amadeus III van de Rooms-Duitse keizer Lodewijk de Beier de wereldlijke regalia van graaf (of prins) van Toul (1321). De paus koos Amadeus om het conflict tussen 2 edelen op te lossen in Toul. Het ging om Eduard I, graaf van Bar, en Ferry IV, hertog van Lotharingen. Beide edelen wierpen zich op als beschermheer of vicarius van het prinsbisdom. Prins-bisschop Amadeus III slaagde erin beide edelen te verzoenen en vooral zichzelf te handhaven als graaf van Toul.
Onmiddellijk daarna trokken edelen uit het platteland van het prinsbisdom ten strijde tegen de burgers van de stad Toul. De edelen wilden een einde stellen aan de stadsvrijheden. Burgers van Toul waren immers bestuurders van de stad, waren vrij van feodale verplichtingen en sloten zelfs verdragen met buitenlandse vorsten. Voor de edelen was de maat vol toen de stedelingen lijfeigenen van het platteland aantrokken. De stedelingen wonnen de strijd op het slagveld van Dieulouard en een tweede maal in Gondreville. De edelen trokken zich terug in hun burchten te lande.
Hertog Ferry IV van Lotharingen wilde andermaal beschermheer van Toul worden. De burgers van Toul zagen hierin wel voordeel in ten nadele van Amadeus III; zij nodigden de hertog en 40 soldaten uit naar de stad. De hertog liep de kathedraal van Toul binnen waar hij zich gedroeg als de nieuwe graaf van Toul. De magistraten van de stad omringden hem. De stedelingen schonken hem een eerste betaling van de jaarlijks te betalen 100 pond, zoals overeengekomen met de hertog. Amadeus III was razend. Het gedrag van de hertog alsof hij de graaf van Toul was, was voor hem een ontoelaatbare staatsgreep. Amadeus III liet de kathedraal sluiten en riep de hulp in van de Franse koning Filips VI. Deze laatste wou al lange tijd invloed hebben in de Trois-Evêches van het Roomse Rijk, waaronder Toul. Troepen van de Franse koning, onder leiding van de baljuw van Chaumont aan de grens met het Rooms-Duitse Rijk, rukten op naar Toul. Hertog Ferry trok zich terug uit het prinsbisdom en de burgers onderwierpen zich aan de Franse soldaten. 
Eenmaal de rust hersteld, begon Amadeus III met het uitdelen van geld aan arme stedelingen. Hij schonk een boerderij op de weg tussen Toul en Metz aan de Tempeliers. Hij leefde verder teruggetrokken in zijn kasteel in Brixey-aux-Chanoines, op de weg tussen Toul en Reims. Hij stierf er in 1330.